# U20-världsmästerskapet i fotboll för damer 2024
U20-världsmästerskapet i fotboll för damer 2024 arrangerades i Colombia under perioden 31 augusti–22 september 2024. Detta var den elfte gången som Fifa arrangerade U20-VM. Turneringen bestod av 24 lag från 6 fotbollskonfederationer.

## Kvalificerade nationer
- Argentina
- Australien
- Brasilien
- Colombia (värdnation)
- Costa Rica
- Fiji
- Frankrike
- Ghana
- Japan
- Kamerun
- Kanada
- Paraguay
- Marocko
- Mexiko
- Nederländerna
- Nigeria
- Nordkorea
- Nya Zeeland
- Spanien
- Sydkorea
- Tyskland
- USA
- Venezuela
- Österrike

## Gruppspel

### Grupp A
| Nr | Lag        | S | V | O | F | GM | IM | MS | P |
| -- | ---------- | - | - | - | - | -- | -- | -- | - |
| 1  | Colombia   | 3 | 3 | 0 | 0 | 4  | 0  | +4 | 9 |
| 2  | Mexiko     | 3 | 1 | 1 | 1 | 4  | 3  | +1 | 4 |
| 3  | Kamerun    | 3 | 1 | 1 | 1 | 4  | 3  | +1 | 4 |
| 4  | Australien | 3 | 0 | 0 | 3 | 0  | 6  | −6 | 0 |

|             | 31 augusti 2024 | Kamerun            | 2 – 2           | Mexiko                                  | Estadio El Campín                                           |                                                             |
| 15:00 UTC−5 | 15:00 UTC−5     | Naomi Eto 52′, 85′ | (0 – 2) Rapport | 3′ Paola García 40′ Montserrat Saldívar | Bogotá Publik: 18 110 Domare: Marta Huerta de Aza (Spanien) | Bogotá Publik: 18 110 Domare: Marta Huerta de Aza (Spanien) |
| 15:00 UTC−5 | 15:00 UTC−5     |                    |                 |                                         | Bogotá Publik: 18 110 Domare: Marta Huerta de Aza (Spanien) | Bogotá Publik: 18 110 Domare: Marta Huerta de Aza (Spanien) |
| 15:00 UTC−5 | 15:00 UTC−5     |                    |                 |                                         | Bogotá Publik: 18 110 Domare: Marta Huerta de Aza (Spanien) | Bogotá Publik: 18 110 Domare: Marta Huerta de Aza (Spanien) |

|             | 31 augusti 2024 | Colombia                            | 2 – 0           | Australien | Estadio El Campín                                        |                                                          |
| 18:00 UTC−5 | 18:00 UTC−5     | Yunaira López 58′ Linda Caicedo 76′ | (0 – 0) Rapport |            | Bogotá Publik: 32 127 Domare: Ivana Martinčić (Kroatien) | Bogotá Publik: 32 127 Domare: Ivana Martinčić (Kroatien) |
| 18:00 UTC−5 | 18:00 UTC−5     |                                     |                 |            | Bogotá Publik: 32 127 Domare: Ivana Martinčić (Kroatien) | Bogotá Publik: 32 127 Domare: Ivana Martinčić (Kroatien) |
| 18:00 UTC−5 | 18:00 UTC−5     |                                     |                 |            | Bogotá Publik: 32 127 Domare: Ivana Martinčić (Kroatien) | Bogotá Publik: 32 127 Domare: Ivana Martinčić (Kroatien) |

|             | 3 september 2024 | Mexiko                                   | 2 – 0           | Australien | Estadio El Campín                                         |                                                           |
| 17:00 UTC−5 | 17:00 UTC−5      | Fátima Servín 57′ Alejandra Lomelí 90+1′ | (0 – 0) Rapport |            | Bogotá Publik: 15 415 Domare: Marcelly Zambrano (Ecuador) | Bogotá Publik: 15 415 Domare: Marcelly Zambrano (Ecuador) |
| 17:00 UTC−5 | 17:00 UTC−5      |                                          |                 |            | Bogotá Publik: 15 415 Domare: Marcelly Zambrano (Ecuador) | Bogotá Publik: 15 415 Domare: Marcelly Zambrano (Ecuador) |
| 17:00 UTC−5 | 17:00 UTC−5      |                                          |                 |            | Bogotá Publik: 15 415 Domare: Marcelly Zambrano (Ecuador) | Bogotá Publik: 15 415 Domare: Marcelly Zambrano (Ecuador) |

|             | 3 september 2024 | Colombia         | 1 – 0           | Kamerun | Estadio El Campín                                                  |                                                                    |
| 20:00 UTC−5 | 20:00 UTC−5      | Yésica Muñoz 68′ | (0 – 0) Rapport |         | Bogotá Publik: 30 644 Domare: Maria Sole Ferrieri Caputi (Italien) | Bogotá Publik: 30 644 Domare: Maria Sole Ferrieri Caputi (Italien) |
| 20:00 UTC−5 | 20:00 UTC−5      |                  |                 |         | Bogotá Publik: 30 644 Domare: Maria Sole Ferrieri Caputi (Italien) | Bogotá Publik: 30 644 Domare: Maria Sole Ferrieri Caputi (Italien) |
| 20:00 UTC−5 | 20:00 UTC−5      |                  |                 |         | Bogotá Publik: 30 644 Domare: Maria Sole Ferrieri Caputi (Italien) | Bogotá Publik: 30 644 Domare: Maria Sole Ferrieri Caputi (Italien) |

|             | 6 september 2024 | Mexiko | 0 – 1           | Colombia            | Estadio Atanasio Girardot                                     |                                                               |
| 17:00 UTC−5 | 17:00 UTC−5      |        | (0 – 1) Rapport | 38′ Mary Espitaleta | Medellín Publik: 35 837 Domare: Iuliana Demetrescu (Rumänien) | Medellín Publik: 35 837 Domare: Iuliana Demetrescu (Rumänien) |
| 17:00 UTC−5 | 17:00 UTC−5      |        |                 |                     | Medellín Publik: 35 837 Domare: Iuliana Demetrescu (Rumänien) | Medellín Publik: 35 837 Domare: Iuliana Demetrescu (Rumänien) |
| 17:00 UTC−5 | 17:00 UTC−5      |        |                 |                     | Medellín Publik: 35 837 Domare: Iuliana Demetrescu (Rumänien) | Medellín Publik: 35 837 Domare: Iuliana Demetrescu (Rumänien) |

|             | 6 september 2024 | Australien | 0 – 2           | Kamerun                              | Estadio El Campín                                |                                                  |
| 17:00 UTC−5 | 17:00 UTC−5      |            | (0 – 1) Rapport | 45+4′ Achta Toko Njoya 61′ Naomi Eto | Bogotá Publik: 3 035 Domare: Natalie Simon (USA) | Bogotá Publik: 3 035 Domare: Natalie Simon (USA) |
| 17:00 UTC−5 | 17:00 UTC−5      |            |                 |                                      | Bogotá Publik: 3 035 Domare: Natalie Simon (USA) | Bogotá Publik: 3 035 Domare: Natalie Simon (USA) |
| 17:00 UTC−5 | 17:00 UTC−5      |            |                 |                                      | Bogotá Publik: 3 035 Domare: Natalie Simon (USA) | Bogotá Publik: 3 035 Domare: Natalie Simon (USA) |

### Grupp B
| Nr | Lag       | S | V | O | F | GM | IM | MS  | P |
| -- | --------- | - | - | - | - | -- | -- | --- | - |
| 1  | Brasilien | 3 | 3 | 0 | 0 | 14 | 0  | +14 | 9 |
| 2  | Frankrike | 3 | 1 | 1 | 1 | 14 | 6  | +8  | 4 |
| 3  | Kanada    | 3 | 1 | 1 | 1 | 12 | 5  | +7  | 4 |
| 4  | Fiji      | 3 | 0 | 0 | 3 | 0  | 29 | −29 | 0 |

|             | 31 augusti 2024 | Frankrike                                 | 3 – 3           | Kanada                                              | Estadio Atanasio Girardot                         |                                                   |
| 15:00 UTC−5 | 15:00 UTC−5     | Dona Scannapiéco 8′, 49′ Hillary Diaz 67′ | (1 – 2) Rapport | 4′ Nyah Rose 22′ Zoe Markesini 84′ Annabelle Chukwu | Medellín Publik: 4 548 Domare: Dong Fangyu (Kina) | Medellín Publik: 4 548 Domare: Dong Fangyu (Kina) |
| 15:00 UTC−5 | 15:00 UTC−5     |                                           |                 |                                                     | Medellín Publik: 4 548 Domare: Dong Fangyu (Kina) | Medellín Publik: 4 548 Domare: Dong Fangyu (Kina) |
| 15:00 UTC−5 | 15:00 UTC−5     |                                           |                 |                                                     | Medellín Publik: 4 548 Domare: Dong Fangyu (Kina) | Medellín Publik: 4 548 Domare: Dong Fangyu (Kina) |

|             | 31 augusti 2024 | Brasilien | 9 – 0           | Fiji | Estadio Atanasio Girardot                                           |                                                                     |
| 18:00 UTC−5 | 18:00 UTC−5     | Lara Dantas 4′ Vitória Amaral 9′, 24′ Nathália Vendito 27′, 28′ Priscila 49′ (str.) Milena Ferreira da Costa Leal 77′ Fernanda de Almeida Silva 82′ Gisele Silva do Vale 86′ | (5 – 0) Rapport |      | Medellín Publik: 3 424 Domare: Crystal Sobers (Trinidad och Tobago) | Medellín Publik: 3 424 Domare: Crystal Sobers (Trinidad och Tobago) |
| 18:00 UTC−5 | 18:00 UTC−5     | |                 |      | Medellín Publik: 3 424 Domare: Crystal Sobers (Trinidad och Tobago) | Medellín Publik: 3 424 Domare: Crystal Sobers (Trinidad och Tobago) |
| 18:00 UTC−5 | 18:00 UTC−5     | |                 |      | Medellín Publik: 3 424 Domare: Crystal Sobers (Trinidad och Tobago) | Medellín Publik: 3 424 Domare: Crystal Sobers (Trinidad och Tobago) |

|             | 3 september 2024 | Frankrike | 0 – 3           | Brasilien                             | Estadio Atanasio Girardot                                |                                                          |
| 17:00 UTC−5 | 17:00 UTC−5      |           | (0 – 2) Rapport | 7′, 19′ Nathália Vendito 75′ Priscila | Medellín Publik: 4 884 Domare: Oh Hyeon-jeong (Sydkorea) | Medellín Publik: 4 884 Domare: Oh Hyeon-jeong (Sydkorea) |
| 17:00 UTC−5 | 17:00 UTC−5      |           |                 |                                       | Medellín Publik: 4 884 Domare: Oh Hyeon-jeong (Sydkorea) | Medellín Publik: 4 884 Domare: Oh Hyeon-jeong (Sydkorea) |
| 17:00 UTC−5 | 17:00 UTC−5      |           |                 |                                       | Medellín Publik: 4 884 Domare: Oh Hyeon-jeong (Sydkorea) | Medellín Publik: 4 884 Domare: Oh Hyeon-jeong (Sydkorea) |

|             | 3 september 2024 | Fiji | 0 – 9           | Kanada | Estadio Atanasio Girardot                                   |                                                             |
| 20:00 UTC−5 | 20:00 UTC−5      |      | (0 – 7) Rapport | 7′, 28′ Olivia Smith 24′, 34′, 41′ Annabelle Chukwu 32′, 35′ Kayla Briggs 54′ Ella Ottey 67′ Ella McBride | Medellín Publik: 697 Domare: Shahenda El-Maghrabi (Egypten) | Medellín Publik: 697 Domare: Shahenda El-Maghrabi (Egypten) |
| 20:00 UTC−5 | 20:00 UTC−5      |      |                 | | Medellín Publik: 697 Domare: Shahenda El-Maghrabi (Egypten) | Medellín Publik: 697 Domare: Shahenda El-Maghrabi (Egypten) |
| 20:00 UTC−5 | 20:00 UTC−5      |      |                 | | Medellín Publik: 697 Domare: Shahenda El-Maghrabi (Egypten) | Medellín Publik: 697 Domare: Shahenda El-Maghrabi (Egypten) |

|             | 6 september 2024 | Fiji | 00 – 11         | Frankrike | Estadio Atanasio Girardot                                |                                                          |
| 20:00 UTC−5 | 20:00 UTC−5      |      | (0 – 6) Rapport | 2′ Romane Lejeune 10′, 45+3′, 55′, 80′ Liana Joseph 14′ Chloé Neller 15′ (sjm.) Angeline Rekha 41′ (str.) Pauline Haugou 49′, 54′ Dona Scannapiéco 90+5′ (str.) Mélinda Mendy | Medellín Publik: 434 Domare: Marcelly Zambrano (Ecuador) | Medellín Publik: 434 Domare: Marcelly Zambrano (Ecuador) |
| 20:00 UTC−5 | 20:00 UTC−5      |      |                 | | Medellín Publik: 434 Domare: Marcelly Zambrano (Ecuador) | Medellín Publik: 434 Domare: Marcelly Zambrano (Ecuador) |
| 20:00 UTC−5 | 20:00 UTC−5      |      |                 | | Medellín Publik: 434 Domare: Marcelly Zambrano (Ecuador) | Medellín Publik: 434 Domare: Marcelly Zambrano (Ecuador) |

|             | 6 september 2024 | Kanada | 0 – 2           | Brasilien                               | Estadio El Campín                                                 |                                                                   |
| 20:00 UTC−5 | 20:00 UTC−5      |        | (0 – 1) Rapport | 35′ Nathália Vendito 90+9′ Carol Chaves | Bogotá Publik: 4 351 Domare: Maria Sole Ferrieri Caputi (Italien) | Bogotá Publik: 4 351 Domare: Maria Sole Ferrieri Caputi (Italien) |
| 20:00 UTC−5 | 20:00 UTC−5      |        |                 |                                         | Bogotá Publik: 4 351 Domare: Maria Sole Ferrieri Caputi (Italien) | Bogotá Publik: 4 351 Domare: Maria Sole Ferrieri Caputi (Italien) |
| 20:00 UTC−5 | 20:00 UTC−5      |        |                 |                                         | Bogotá Publik: 4 351 Domare: Maria Sole Ferrieri Caputi (Italien) | Bogotá Publik: 4 351 Domare: Maria Sole Ferrieri Caputi (Italien) |

### Grupp C
| Nr | Lag      | S | V | O | F | GM | IM | MS | P |
| -- | -------- | - | - | - | - | -- | -- | -- | - |
| 1  | Spanien  | 3 | 3 | 0 | 0 | 5  | 0  | +5 | 9 |
| 2  | USA      | 3 | 2 | 0 | 1 | 9  | 1  | +8 | 6 |
| 3  | Paraguay | 3 | 1 | 0 | 2 | 2  | 9  | −7 | 3 |
| 4  | Marocko  | 3 | 0 | 0 | 3 | 0  | 6  | −6 | 0 |

|             | 1 september 2024 | Spanien          | 1 – 0           | USA | Estadio Pascual Guerrero                             |                                                      |
| 15:00 UTC−5 | 15:00 UTC−5      | Olaya Enrique 8′ | (1 – 0) Rapport |     | Cali Publik: 9 979 Domare: Anahí Fernández (Uruguay) | Cali Publik: 9 979 Domare: Anahí Fernández (Uruguay) |
| 15:00 UTC−5 | 15:00 UTC−5      |                  |                 |     | Cali Publik: 9 979 Domare: Anahí Fernández (Uruguay) | Cali Publik: 9 979 Domare: Anahí Fernández (Uruguay) |
| 15:00 UTC−5 | 15:00 UTC−5      |                  |                 |     | Cali Publik: 9 979 Domare: Anahí Fernández (Uruguay) | Cali Publik: 9 979 Domare: Anahí Fernández (Uruguay) |

|             | 1 september 2024 | Paraguay                      | 2 – 0           | Marocko | Estadio Pascual Guerrero                                 |                                                          |
| 18:00 UTC−5 | 18:00 UTC−5      | Fátima Acosta 37′, 56′ (str.) | (1 – 0) Rapport |         | Cali Publik: 6 148 Domare: Iuliana Demetrescu (Rumänien) | Cali Publik: 6 148 Domare: Iuliana Demetrescu (Rumänien) |
| 18:00 UTC−5 | 18:00 UTC−5      |                               |                 |         | Cali Publik: 6 148 Domare: Iuliana Demetrescu (Rumänien) | Cali Publik: 6 148 Domare: Iuliana Demetrescu (Rumänien) |
| 18:00 UTC−5 | 18:00 UTC−5      |                               |                 |         | Cali Publik: 6 148 Domare: Iuliana Demetrescu (Rumänien) | Cali Publik: 6 148 Domare: Iuliana Demetrescu (Rumänien) |

|             | 4 september 2024 | Spanien               | 2 – 0           | Paraguay | Estadio Pascual Guerrero                      |                                               |
| 17:00 UTC−5 | 17:00 UTC−5      | Jone Amezaga 20′, 37′ | (2 – 0) Rapport |          | Cali Publik: 2 366 Domare: Dong Fangyu (Kina) | Cali Publik: 2 366 Domare: Dong Fangyu (Kina) |
| 17:00 UTC−5 | 17:00 UTC−5      |                       |                 |          | Cali Publik: 2 366 Domare: Dong Fangyu (Kina) | Cali Publik: 2 366 Domare: Dong Fangyu (Kina) |
| 17:00 UTC−5 | 17:00 UTC−5      |                       |                 |          | Cali Publik: 2 366 Domare: Dong Fangyu (Kina) | Cali Publik: 2 366 Domare: Dong Fangyu (Kina) |

|             | 4 september 2024 | Marocko | 0 – 2           | USA                                     | Estadio Pascual Guerrero                                  |                                                           |
| 20:00 UTC−5 | 20:00 UTC−5      |         | (0 – 0) Rapport | 48′ Yuna McCormack 90+6′ Maddie Dahlien | Cali Publik: 1 882 Domare: María Victoria Daza (Colombia) | Cali Publik: 1 882 Domare: María Victoria Daza (Colombia) |
| 20:00 UTC−5 | 20:00 UTC−5      |         |                 |                                         | Cali Publik: 1 882 Domare: María Victoria Daza (Colombia) | Cali Publik: 1 882 Domare: María Victoria Daza (Colombia) |
| 20:00 UTC−5 | 20:00 UTC−5      |         |                 |                                         | Cali Publik: 1 882 Domare: María Victoria Daza (Colombia) | Cali Publik: 1 882 Domare: María Victoria Daza (Colombia) |

|             | 7 september 2024 | Marocko | 0 – 2           | Spanien                           | Estadio Pascual Guerrero                             |                                                      |
| 18:00 UTC−5 | 18:00 UTC−5      |         | (0 – 1) Rapport | 5′ Nahia Aparicio 89′ Lucía Moral | Cali Publik: 2 851 Domare: Oh Hyeon-jeong (Sydkorea) | Cali Publik: 2 851 Domare: Oh Hyeon-jeong (Sydkorea) |
| 18:00 UTC−5 | 18:00 UTC−5      |         |                 |                                   | Cali Publik: 2 851 Domare: Oh Hyeon-jeong (Sydkorea) | Cali Publik: 2 851 Domare: Oh Hyeon-jeong (Sydkorea) |
| 18:00 UTC−5 | 18:00 UTC−5      |         |                 |                                   | Cali Publik: 2 851 Domare: Oh Hyeon-jeong (Sydkorea) | Cali Publik: 2 851 Domare: Oh Hyeon-jeong (Sydkorea) |

|             | 7 september 2024 | USA | 7 – 0           | Paraguay | Estadio El Techo                                               |                                                                |
| 18:00 UTC−5 | 18:00 UTC−5      | Pietra Tordin 10′, 12′, 67′ Gisele Thompson 29′ Yuna McCormack 44′ Ally Sentnor 52′ Maddie Dahlien 83′ | (4 – 0) Rapport |          | Bogotá Publik: 2 358 Domare: Ivana Projkovska (Nordmakedonien) | Bogotá Publik: 2 358 Domare: Ivana Projkovska (Nordmakedonien) |
| 18:00 UTC−5 | 18:00 UTC−5      | |                 |          | Bogotá Publik: 2 358 Domare: Ivana Projkovska (Nordmakedonien) | Bogotá Publik: 2 358 Domare: Ivana Projkovska (Nordmakedonien) |
| 18:00 UTC−5 | 18:00 UTC−5      | |                 |          | Bogotá Publik: 2 358 Domare: Ivana Projkovska (Nordmakedonien) | Bogotá Publik: 2 358 Domare: Ivana Projkovska (Nordmakedonien) |

### Grupp D
| Nr | Lag       | S | V | O | F | GM | IM | MS | P |
| -- | --------- | - | - | - | - | -- | -- | -- | - |
| 1  | Tyskland  | 3 | 2 | 0 | 1 | 8  | 4  | +4 | 6 |
| 2  | Nigeria   | 3 | 2 | 0 | 1 | 6  | 3  | +3 | 6 |
| 3  | Sydkorea  | 3 | 1 | 1 | 1 | 1  | 1  | 0  | 4 |
| 4  | Venezuela | 3 | 0 | 1 | 2 | 2  | 9  | −7 | 1 |

|             | 1 september 2024 | Tyskland                                                                               | 5 – 2           | Venezuela                                            | Estadio El Techo                                 |                                                  |
| 15:00 UTC−5 | 15:00 UTC−5      | Marie Steiner 15′ Loreen Bender 38′ (str.), 45+6′ Sophie Nachtigall 44′ Cora Zicai 56′ | (4 – 1) Rapport | 43′ (sjm.) Rebecca Adamczyk 90+5′ Floriangel Apóstol | Bogotá Publik: 1 971 Domare: Natalie Simon (USA) | Bogotá Publik: 1 971 Domare: Natalie Simon (USA) |
| 15:00 UTC−5 | 15:00 UTC−5      |                                                                                        |                 |                                                      | Bogotá Publik: 1 971 Domare: Natalie Simon (USA) | Bogotá Publik: 1 971 Domare: Natalie Simon (USA) |
| 15:00 UTC−5 | 15:00 UTC−5      |                                                                                        |                 |                                                      | Bogotá Publik: 1 971 Domare: Natalie Simon (USA) | Bogotá Publik: 1 971 Domare: Natalie Simon (USA) |

|             | 1 september 2024 | Nigeria                | 1 – 0           | Sydkorea | Estadio El Techo                                    |                                                     |
| 18:00 UTC−5 | 18:00 UTC−5      | Flourish Sabastine 86′ | (0 – 0) Rapport |          | Bogotá Publik: 870 Domare: Karen Hernández (Mexiko) | Bogotá Publik: 870 Domare: Karen Hernández (Mexiko) |
| 18:00 UTC−5 | 18:00 UTC−5      |                        |                 |          | Bogotá Publik: 870 Domare: Karen Hernández (Mexiko) | Bogotá Publik: 870 Domare: Karen Hernández (Mexiko) |
| 18:00 UTC−5 | 18:00 UTC−5      |                        |                 |          | Bogotá Publik: 870 Domare: Karen Hernández (Mexiko) | Bogotá Publik: 870 Domare: Karen Hernández (Mexiko) |

|             | 4 september 2024 | Tyskland                                              | 3 – 1           | Nigeria                 | Estadio El Techo                                        |                                                         |
| 17:00 UTC−5 | 17:00 UTC−5      | Alara Şehitler 17′ Sofie Zdebel 61′ Sarah Ernst 90+3′ | (1 – 0) Rapport | 50′ Chiamaka Okwuchukwu | Bogotá Publik: 1 393 Domare: Astrid Gramajo (Guatemala) | Bogotá Publik: 1 393 Domare: Astrid Gramajo (Guatemala) |
| 17:00 UTC−5 | 17:00 UTC−5      |                                                       |                 |                         | Bogotá Publik: 1 393 Domare: Astrid Gramajo (Guatemala) | Bogotá Publik: 1 393 Domare: Astrid Gramajo (Guatemala) |
| 17:00 UTC−5 | 17:00 UTC−5      |                                                       |                 |                         | Bogotá Publik: 1 393 Domare: Astrid Gramajo (Guatemala) | Bogotá Publik: 1 393 Domare: Astrid Gramajo (Guatemala) |

|             | 4 september 2024 | Sydkorea | 0 – 0   | Venezuela | Estadio El Techo                                                  |                                                                   |
| 20:00 UTC−5 | 20:00 UTC−5      |          | Rapport |           | Bogotá Publik: 1 680 Domare: Crystal Sobers (Trinidad och Tobago) | Bogotá Publik: 1 680 Domare: Crystal Sobers (Trinidad och Tobago) |
| 20:00 UTC−5 | 20:00 UTC−5      |          |         |           | Bogotá Publik: 1 680 Domare: Crystal Sobers (Trinidad och Tobago) | Bogotá Publik: 1 680 Domare: Crystal Sobers (Trinidad och Tobago) |
| 20:00 UTC−5 | 20:00 UTC−5      |          |         |           | Bogotá Publik: 1 680 Domare: Crystal Sobers (Trinidad och Tobago) | Bogotá Publik: 1 680 Domare: Crystal Sobers (Trinidad och Tobago) |

|             | 7 september 2024 | Sydkorea           | 1 – 0           | Tyskland | Estadio El Techo                                       |                                                        |
| 15:00 UTC−5 | 15:00 UTC−5      | Park Soo-jeong 22′ | (1 – 0) Rapport |          | Bogotá Publik: 1 987 Domare: Anahí Fernández (Uruguay) | Bogotá Publik: 1 987 Domare: Anahí Fernández (Uruguay) |
| 15:00 UTC−5 | 15:00 UTC−5      |                    |                 |          | Bogotá Publik: 1 987 Domare: Anahí Fernández (Uruguay) | Bogotá Publik: 1 987 Domare: Anahí Fernández (Uruguay) |
| 15:00 UTC−5 | 15:00 UTC−5      |                    |                 |          | Bogotá Publik: 1 987 Domare: Anahí Fernández (Uruguay) | Bogotá Publik: 1 987 Domare: Anahí Fernández (Uruguay) |

|             | 7 september 2024 | Venezuela | 0 – 4           | Nigeria                                                                            | Estadio Pascual Guerrero                                 |                                                          |
| 15:00 UTC−5 | 15:00 UTC−5      |           | (0 – 3) Rapport | 16′ Amina Bello 28′ Chiamaka Okwuchukwu 45+5′ Flourish Sabastine 90+4′ Joy Igbokwe | Cali Publik: 1 693 Domare: Marta Huerta de Aza (Spanien) | Cali Publik: 1 693 Domare: Marta Huerta de Aza (Spanien) |
| 15:00 UTC−5 | 15:00 UTC−5      |           |                 |                                                                                    | Cali Publik: 1 693 Domare: Marta Huerta de Aza (Spanien) | Cali Publik: 1 693 Domare: Marta Huerta de Aza (Spanien) |
| 15:00 UTC−5 | 15:00 UTC−5      |           |                 |                                                                                    | Cali Publik: 1 693 Domare: Marta Huerta de Aza (Spanien) | Cali Publik: 1 693 Domare: Marta Huerta de Aza (Spanien) |

### Grupp E
| Nr | Lag         | S | V | O | F | GM | IM | MS  | P |
| -- | ----------- | - | - | - | - | -- | -- | --- | - |
| 1  | Japan       | 3 | 3 | 0 | 0 | 13 | 1  | +12 | 9 |
| 2  | Österrike   | 3 | 2 | 0 | 1 | 5  | 4  | +1  | 6 |
| 3  | Ghana       | 3 | 1 | 0 | 2 | 5  | 7  | −2  | 3 |
| 4  | Nya Zeeland | 3 | 0 | 0 | 3 | 2  | 13 | −11 | 0 |

|             | 2 september 2024 | Ghana                 | 1 – 2           | Österrike                                      | Estadio El Techo                                                |                                                                 |
| 17:00 UTC−5 | 17:00 UTC−5      | Stella Nyamekye 90+1′ | (0 – 1) Rapport | 12′ Hannah Fankhauser 71′ (str.) Nicole Ojukwu | Bogotá Publik: 1 405 Domare: Veronika Bernatskaia (Kirgizistan) | Bogotá Publik: 1 405 Domare: Veronika Bernatskaia (Kirgizistan) |
| 17:00 UTC−5 | 17:00 UTC−5      |                       |                 |                                                | Bogotá Publik: 1 405 Domare: Veronika Bernatskaia (Kirgizistan) | Bogotá Publik: 1 405 Domare: Veronika Bernatskaia (Kirgizistan) |
| 17:00 UTC−5 | 17:00 UTC−5      |                       |                 |                                                | Bogotá Publik: 1 405 Domare: Veronika Bernatskaia (Kirgizistan) | Bogotá Publik: 1 405 Domare: Veronika Bernatskaia (Kirgizistan) |

|             | 2 september 2024 | Japan                                                                                             | 7 – 0           | Nya Zeeland | Estadio El Techo                                   |                                                    |
| 20:00 UTC−5 | 20:00 UTC−5      | Maya Hijikata 16′, 38′ Chinari Sasai 41′, 90+1′ Aemu Oyama 45′ Shinomi Koyama 60′ Miku Hayama 75′ | (4 – 0) Rapport |             | Bogotá Publik: 1 045 Domare: Dione Rissios (Chile) | Bogotá Publik: 1 045 Domare: Dione Rissios (Chile) |
| 20:00 UTC−5 | 20:00 UTC−5      |                                                                                                   |                 |             | Bogotá Publik: 1 045 Domare: Dione Rissios (Chile) | Bogotá Publik: 1 045 Domare: Dione Rissios (Chile) |
| 20:00 UTC−5 | 20:00 UTC−5      |                                                                                                   |                 |             | Bogotá Publik: 1 045 Domare: Dione Rissios (Chile) | Bogotá Publik: 1 045 Domare: Dione Rissios (Chile) |

|             | 5 september 2024 | Japan                                                                       | 4 – 1           | Ghana                      | Estadio El Techo                                      |                                                       |
| 17:00 UTC−5 | 17:00 UTC−5      | Chinari Sasai 45′ Manaka Matsukubo 45+6′ Miku Hayama 50′ Miyu Matsunaga 90′ | (2 – 0) Rapport | 83′ (str.) Stella Nyamekye | Bogotá Publik: 1 041 Domare: Karen Hernández (Mexiko) | Bogotá Publik: 1 041 Domare: Karen Hernández (Mexiko) |
| 17:00 UTC−5 | 17:00 UTC−5      |                                                                             |                 |                            | Bogotá Publik: 1 041 Domare: Karen Hernández (Mexiko) | Bogotá Publik: 1 041 Domare: Karen Hernández (Mexiko) |
| 17:00 UTC−5 | 17:00 UTC−5      |                                                                             |                 |                            | Bogotá Publik: 1 041 Domare: Karen Hernández (Mexiko) | Bogotá Publik: 1 041 Domare: Karen Hernández (Mexiko) |

|             | 5 september 2024 | Österrike                                 | 3 – 1           | Nya Zeeland     | Estadio El Techo                                          |                                                           |
| 20:00 UTC−5 | 20:00 UTC−5      | Sarah Gutmann 10′, 15′ Valentina Mädl 67′ | (2 – 0) Rapport | 90′ Milly Clegg | Bogotá Publik: 852 Domare: Akissi Konan (Elfenbenskusten) | Bogotá Publik: 852 Domare: Akissi Konan (Elfenbenskusten) |
| 20:00 UTC−5 | 20:00 UTC−5      |                                           |                 |                 | Bogotá Publik: 852 Domare: Akissi Konan (Elfenbenskusten) | Bogotá Publik: 852 Domare: Akissi Konan (Elfenbenskusten) |
| 20:00 UTC−5 | 20:00 UTC−5      |                                           |                 |                 | Bogotá Publik: 852 Domare: Akissi Konan (Elfenbenskusten) | Bogotá Publik: 852 Domare: Akissi Konan (Elfenbenskusten) |

|             | 8 september 2024 | Österrike              | 2 – 0           | Japan | Estadio El Techo                                            |                                                             |
| 18:00 UTC−5 | 18:00 UTC−5      | Maya Hijikata 38′, 79′ | (1 – 0) Rapport |       | Bogotá Publik: 1 387 Domare: Shahenda El-Maghrabi (Egypten) | Bogotá Publik: 1 387 Domare: Shahenda El-Maghrabi (Egypten) |
| 18:00 UTC−5 | 18:00 UTC−5      |                        |                 |       | Bogotá Publik: 1 387 Domare: Shahenda El-Maghrabi (Egypten) | Bogotá Publik: 1 387 Domare: Shahenda El-Maghrabi (Egypten) |
| 18:00 UTC−5 | 18:00 UTC−5      |                        |                 |       | Bogotá Publik: 1 387 Domare: Shahenda El-Maghrabi (Egypten) | Bogotá Publik: 1 387 Domare: Shahenda El-Maghrabi (Egypten) |

|             | 8 september 2024 | Nya Zeeland        | 1 – 3           | Ghana                                       | Estadio Pascual Guerrero                          |                                                   |
| 18:00 UTC−5 | 18:00 UTC−5      | Manaia Elliott 64′ | (1 – 0) Rapport | 59′, 72′ Salamatu Abdulai 90+6′ Tracey Twum | Cali Publik: 1 613 Domare: María Victoria Daza () | Cali Publik: 1 613 Domare: María Victoria Daza () |
| 18:00 UTC−5 | 18:00 UTC−5      |                    |                 |                                             | Cali Publik: 1 613 Domare: María Victoria Daza () | Cali Publik: 1 613 Domare: María Victoria Daza () |
| 18:00 UTC−5 | 18:00 UTC−5      |                    |                 |                                             | Cali Publik: 1 613 Domare: María Victoria Daza () | Cali Publik: 1 613 Domare: María Victoria Daza () |

### Grupp F
| Nr | Lag           | S | V | O | F | GM | IM | MS  | P |
| -- | ------------- | - | - | - | - | -- | -- | --- | - |
| 1  | Nordkorea     | 3 | 3 | 0 | 0 | 17 | 2  | +15 | 9 |
| 2  | Nederländerna | 3 | 1 | 1 | 1 | 5  | 5  | 0   | 4 |
| 3  | Argentina     | 3 | 1 | 1 | 1 | 6  | 9  | −3  | 4 |
| 4  | Costa Rica    | 3 | 0 | 0 | 3 | 0  | 12 | −12 | 0 |

|             | 2 september 2024 | Nordkorea | 6 – 2           | Argentina              | Estadio Pascual Guerrero                                     |                                                              |
| 17:00 UTC−5 | 17:00 UTC−5      | Pak Mi-ryong 6′ Jon Ryong-jong 10′ Paulina Aprile 45+2′ (sjm.) Sin Hyang 47′ Choe Il-son 75′ Choe Kang-ryon 90+2′ | (3 – 1) Rapport | 45+5′, 82′ Kishi Núñez | Cali Publik: 1 428 Domare: Ivana Projkovska (Nordmakedonien) | Cali Publik: 1 428 Domare: Ivana Projkovska (Nordmakedonien) |
| 17:00 UTC−5 | 17:00 UTC−5      | |                 |                        | Cali Publik: 1 428 Domare: Ivana Projkovska (Nordmakedonien) | Cali Publik: 1 428 Domare: Ivana Projkovska (Nordmakedonien) |
| 17:00 UTC−5 | 17:00 UTC−5      | |                 |                        | Cali Publik: 1 428 Domare: Ivana Projkovska (Nordmakedonien) | Cali Publik: 1 428 Domare: Ivana Projkovska (Nordmakedonien) |

|             | 2 september 2024 | Costa Rica | 0 – 2           | Nederländerna                            | Estadio Pascual Guerrero                                  |                                                           |
| 20:00 UTC−5 | 20:00 UTC−5      |            | (0 – 1) Rapport | 24′ Veerle Buurman 76′ Eva Oude Elberink | Cali Publik: 1 128 Domare: Akissi Konan (Elfenbenskusten) | Cali Publik: 1 128 Domare: Akissi Konan (Elfenbenskusten) |
| 20:00 UTC−5 | 20:00 UTC−5      |            |                 |                                          | Cali Publik: 1 128 Domare: Akissi Konan (Elfenbenskusten) | Cali Publik: 1 128 Domare: Akissi Konan (Elfenbenskusten) |
| 20:00 UTC−5 | 20:00 UTC−5      |            |                 |                                          | Cali Publik: 1 128 Domare: Akissi Konan (Elfenbenskusten) | Cali Publik: 1 128 Domare: Akissi Konan (Elfenbenskusten) |

|             | 5 september 2024 | Nordkorea | 9 – 0           | Costa Rica | Estadio Pascual Guerrero                         |                                                  |
| 17:00 UTC−5 | 17:00 UTC−5      | Saray Benavides 6′ (sjm.) Chae Un-yong 8′ Choe Il-son 28′, 34′ Pak Mi-ryong 43′ Kim Song-gyong 49′, 55′ Jong Kum 69′ Choe Kang-ryon 85′ | (5 – 0) Rapport |            | Cali Publik: 1 446 Domare: Dione Rissios (Chile) | Cali Publik: 1 446 Domare: Dione Rissios (Chile) |
| 17:00 UTC−5 | 17:00 UTC−5      | |                 |            | Cali Publik: 1 446 Domare: Dione Rissios (Chile) | Cali Publik: 1 446 Domare: Dione Rissios (Chile) |
| 17:00 UTC−5 | 17:00 UTC−5      | |                 |            | Cali Publik: 1 446 Domare: Dione Rissios (Chile) | Cali Publik: 1 446 Domare: Dione Rissios (Chile) |

|             | 5 september 2024 | Nederländerna                                             | 3 – 3           | Argentina                                     | Estadio Pascual Guerrero                                      |                                                               |
| 20:00 UTC−5 | 20:00 UTC−5      | Veerle Buurman 16′ Bo van Egmond 38′ Robine Lacroix 45+2′ | (3 – 1) Rapport | 43′ Sofía Domínguez 48′, 71′ Serena Rodríguez | Cali Publik: 1 886 Domare: Veronika Bernatskaia (Kirgizistan) | Cali Publik: 1 886 Domare: Veronika Bernatskaia (Kirgizistan) |
| 20:00 UTC−5 | 20:00 UTC−5      |                                                           |                 |                                               | Cali Publik: 1 886 Domare: Veronika Bernatskaia (Kirgizistan) | Cali Publik: 1 886 Domare: Veronika Bernatskaia (Kirgizistan) |
| 20:00 UTC−5 | 20:00 UTC−5      |                                                           |                 |                                               | Cali Publik: 1 886 Domare: Veronika Bernatskaia (Kirgizistan) | Cali Publik: 1 886 Domare: Veronika Bernatskaia (Kirgizistan) |

|             | 8 september 2024 | Nederländerna | 0 – 2           | Nordkorea                      | Estadio Pascual Guerrero                              |                                                       |
| 15:00 UTC−5 | 15:00 UTC−5      |               | (0 – 1) Rapport | 45+2′ Choe Il-son 64′ Jong Kum | Cali Publik: 2 113 Domare: Astrid Gramajo (Guatemala) | Cali Publik: 2 113 Domare: Astrid Gramajo (Guatemala) |
| 15:00 UTC−5 | 15:00 UTC−5      |               |                 |                                | Cali Publik: 2 113 Domare: Astrid Gramajo (Guatemala) | Cali Publik: 2 113 Domare: Astrid Gramajo (Guatemala) |
| 15:00 UTC−5 | 15:00 UTC−5      |               |                 |                                | Cali Publik: 2 113 Domare: Astrid Gramajo (Guatemala) | Cali Publik: 2 113 Domare: Astrid Gramajo (Guatemala) |

|             | 8 september 2024 | Argentina       | 1 – 0           | Costa Rica | Estadio El Techo                                |                                                 |
| 15:00 UTC−5 | 15:00 UTC−5      | Kishi Núñez 18′ | (1 – 0) Rapport |            | Bogotá Publik: 1 669 Domare: Dong Fangyu (Kina) | Bogotá Publik: 1 669 Domare: Dong Fangyu (Kina) |
| 15:00 UTC−5 | 15:00 UTC−5      |                 |                 |            | Bogotá Publik: 1 669 Domare: Dong Fangyu (Kina) | Bogotá Publik: 1 669 Domare: Dong Fangyu (Kina) |
| 15:00 UTC−5 | 15:00 UTC−5      |                 |                 |            | Bogotá Publik: 1 669 Domare: Dong Fangyu (Kina) | Bogotá Publik: 1 669 Domare: Dong Fangyu (Kina) |

### Ranking av grupptreor
| Nr | Lag (grupp)   | S | V | O | F | GM | IM | MS | P |
| -- | ------------- | - | - | - | - | -- | -- | -- | - |
| 1  | Kanada (B)    | 3 | 1 | 1 | 1 | 12 | 5  | +7 | 4 |
| 2  | Kamerun (A)   | 3 | 1 | 1 | 1 | 4  | 3  | +1 | 4 |
| 3  | Sydkorea (D)  | 3 | 1 | 1 | 1 | 1  | 1  | 0  | 4 |
| 4  | Argentina (F) | 3 | 1 | 1 | 1 | 6  | 9  | −3 | 4 |
| 5  | Ghana (E)     | 3 | 1 | 0 | 2 | 5  | 7  | −2 | 3 |
| 6  | Paraguay (C)  | 3 | 1 | 0 | 2 | 2  | 9  | −7 | 3 |

## Slutspel

### Slutspelsträd
|  | Åttondelsfinaler     | Åttondelsfinaler     |              |       | Kvartsfinaler | Kvartsfinaler |              |              | Semifinaler | Semifinaler |  |  | Final | Final |
|  |                      |                      |              |       |               |               |              |              |             |             |  |  |       |       |
|  | 11 september         |                      |              |       |               |               |              |              |             |             |  |  |       |       |
|  |                      |                      |              |       |               |               |              |              |             |             |  |  |       |       |
|  | Mexiko               | 2                    |              |       |               |               |              |              |             |             |  |  |       |       |
|  | Mexiko               | 2                    | 15 september |       |               |               |              |              |             |             |  |  |       |       |
|  | USA (e.f.)           | 3                    |              |       |               |               |              |              |             |             |  |  |       |       |
|  | USA (e.f.)           | 3                    | USA (str.)   | 2 (3) |               |               |              |              |             |             |  |  |       |       |
|  | 12 september         |                      | USA (str.)   | 2 (3) |               |               |              |              |             |             |  |  |       |       |
|  |                      | Tyskland             | 2 (1)        |       |               |               |              |              |             |             |  |  |       |       |
|  | Tyskland             | Tyskland             | 2 (1)        | 5     |               |               |              |              |             |             |  |  |       |       |
|  | Tyskland             |                      | 18 september | 5     |               |               |              |              |             |             |  |  |       |       |
|  | Argentina            | 1                    |              |       |               |               |              |              |             |             |  |  |       |       |
|  | Argentina            | 1                    | USA          | 0     |               |               |              |              |             |             |  |  |       |       |
|  | 11 september         |                      | USA          | 0     |               |               |              |              |             |             |  |  |       |       |
|  |                      | Nordkorea            | 1            |       |               |               |              |              |             |             |  |  |       |       |
|  | Brasilien (e.f.)     | Nordkorea            | 1            | 3     |               |               |              |              |             |             |  |  |       |       |
|  | Brasilien (e.f.)     | 15 september         |              | 3     |               |               |              |              |             |             |  |  |       |       |
|  | Kamerun              | 1                    |              |       |               |               |              |              |             |             |  |  |       |       |
|  | Kamerun              | 1                    | Brasilien    | 0     |               |               |              |              |             |             |  |  |       |       |
|  | 12 september         |                      | Brasilien    | 0     |               |               |              |              |             |             |  |  |       |       |
|  |                      | Nordkorea            | 1            |       |               |               |              |              |             |             |  |  |       |       |
|  | Nordkorea            | Nordkorea            | 1            | 5     |               |               |              |              |             |             |  |  |       |       |
|  | Nordkorea            |                      | 22 september | 5     |               |               |              |              |             |             |  |  |       |       |
|  | Österrike            | 2                    |              |       |               |               |              |              |             |             |  |  |       |       |
|  | Österrike            | 2                    | Nordkorea    | 1     |               |               |              |              |             |             |  |  |       |       |
|  | 12 september         |                      | Nordkorea    | 1     |               |               |              |              |             |             |  |  |       |       |
|  |                      | Japan                | 0            |       |               |               |              |              |             |             |  |  |       |       |
|  | Japan                | Japan                | 0            | 2     |               |               |              |              |             |             |  |  |       |       |
|  | Japan                | 15 september         |              | 2     |               |               |              |              |             |             |  |  |       |       |
|  | Nigeria              | 1                    |              |       |               |               |              |              |             |             |  |  |       |       |
|  | Nigeria              | 1                    | Japan (e.f.) | 1     |               |               |              |              |             |             |  |  |       |       |
|  | 11 september         |                      | Japan (e.f.) | 1     |               |               |              |              |             |             |  |  |       |       |
|  |                      | Spanien              | 0            |       |               |               |              |              |             |             |  |  |       |       |
|  | Spanien              | Spanien              | 0            | 2     |               |               |              |              |             |             |  |  |       |       |
|  | Spanien              |                      | 18 september | 2     |               |               |              |              |             |             |  |  |       |       |
|  | Kanada               | 1                    |              |       |               |               |              |              |             |             |  |  |       |       |
|  | Kanada               | 1                    | Japan        | 2     |               |               |              |              |             |             |  |  |       |       |
|  | 12 september         |                      | Japan        | 2     |               |               |              |              |             |             |  |  |       |       |
|  |                      | Nederländerna        | 0            |       | Bronsmatch    | Bronsmatch    |              |              |             |             |  |  |       |       |
|  | Frankrike            | Nederländerna        | 0            | 1     | Bronsmatch    | Bronsmatch    |              |              |             |             |  |  |       |       |
|  | Frankrike            | 15 september         | 15 september | 1     |               |               | 21 september | 21 september |             |             |  |  |       |       |
|  | Nederländerna (e.f.) | 15 september         | 15 september | 2     |               |               | 21 september | 21 september |             |             |  |  |       |       |
|  | Nederländerna (e.f.) | Nederländerna (str.) | 2 (3)        | 2     | USA (e.f.)    | 2             |              |              |             |             |  |  |       |       |
|  | 11 september         | Nederländerna (str.) | 2 (3)        |       | USA (e.f.)    | 2             |              |              |             |             |  |  |       |       |
|  |                      | Colombia             | 2 (0)        |       | Nederländerna | 1             |              |              |             |             |  |  |       |       |
|  | Colombia             | Colombia             | 2 (0)        | 1     | Nederländerna | 1             |              |              |             |             |  |  |       |       |
|  | Colombia             |                      |              | 1     |               |               |              |              |             |             |  |  |       |       |
|  | Sydkorea             | 0                    |              |       |               |               |              |              |             |             |  |  |       |       |
|  | Sydkorea             | 0                    |              |       |               |               |              |              |             |             |  |  |       |       |

### Åttondelsfinaler
|             | 11 september 2024 | Brasilien                               | 0000 3 – 1 (e.fl.) | Kamerun       | Estadio El Campín                                                 |                                                                   |
| 16:30 UTC−5 | 16:30 UTC−5       | Priscila 35′ (str.) Dudinha 91′, 120+4′ | (1 – 1) Rapport    | 22′ Naomi Eto | Bogotá Publik: 2 953 Domare: Maria Sole Ferrieri Caputi (Italien) | Bogotá Publik: 2 953 Domare: Maria Sole Ferrieri Caputi (Italien) |
| 16:30 UTC−5 | 16:30 UTC−5       |                                         |                    |               | Bogotá Publik: 2 953 Domare: Maria Sole Ferrieri Caputi (Italien) | Bogotá Publik: 2 953 Domare: Maria Sole Ferrieri Caputi (Italien) |
| 16:30 UTC−5 | 16:30 UTC−5       |                                         |                    |               | Bogotá Publik: 2 953 Domare: Maria Sole Ferrieri Caputi (Italien) | Bogotá Publik: 2 953 Domare: Maria Sole Ferrieri Caputi (Italien) |

|             | 11 september 2024 | Spanien                            | 2 – 1           | Kanada               | Estadio Pascual Guerrero                              |                                                       |
| 16:30 UTC−5 | 16:30 UTC−5       | Jone Amezaga 65′ Silvia Lloris 81′ | (0 – 0) Rapport | 63′ Florianne Jourde | Cali Publik: 10 409 Domare: Oh Hyeon-jeong (Sydkorea) | Cali Publik: 10 409 Domare: Oh Hyeon-jeong (Sydkorea) |
| 16:30 UTC−5 | 16:30 UTC−5       |                                    |                 |                      | Cali Publik: 10 409 Domare: Oh Hyeon-jeong (Sydkorea) | Cali Publik: 10 409 Domare: Oh Hyeon-jeong (Sydkorea) |
| 16:30 UTC−5 | 16:30 UTC−5       |                                    |                 |                      | Cali Publik: 10 409 Domare: Oh Hyeon-jeong (Sydkorea) | Cali Publik: 10 409 Domare: Oh Hyeon-jeong (Sydkorea) |

|             | 11 september 2024 | Mexiko                                          | 0000 2 – 3 (e.fl.) | USA                                                   | Estadio El Campín                                          |                                                            |
| 20:00 UTC−5 | 20:00 UTC−5       | Valerie Vargas 22′ Heather Gilchrist 39′ (sjm.) | (2 – 2) Rapport    | 10′ Pietra Tordin 27′ Ally Sentnor 97′ Jordynn Dudley | Bogotá Publik: 4 352 Domare: Iuliana Demetrescu (Rumänien) | Bogotá Publik: 4 352 Domare: Iuliana Demetrescu (Rumänien) |
| 20:00 UTC−5 | 20:00 UTC−5       |                                                 |                    |                                                       | Bogotá Publik: 4 352 Domare: Iuliana Demetrescu (Rumänien) | Bogotá Publik: 4 352 Domare: Iuliana Demetrescu (Rumänien) |
| 20:00 UTC−5 | 20:00 UTC−5       |                                                 |                    |                                                       | Bogotá Publik: 4 352 Domare: Iuliana Demetrescu (Rumänien) | Bogotá Publik: 4 352 Domare: Iuliana Demetrescu (Rumänien) |

|             | 11 september 2024 | Colombia          | 1 – 0           | Sydkorea | Estadio Pascual Guerrero                                  |                                                           |
| 20:00 UTC−5 | 20:00 UTC−5       | Linda Caicedo 64′ | (0 – 0) Rapport |          | Cali Publik: 35 256 Domare: Marta Huerta de Aza (Spanien) | Cali Publik: 35 256 Domare: Marta Huerta de Aza (Spanien) |
| 20:00 UTC−5 | 20:00 UTC−5       |                   |                 |          | Cali Publik: 35 256 Domare: Marta Huerta de Aza (Spanien) | Cali Publik: 35 256 Domare: Marta Huerta de Aza (Spanien) |
| 20:00 UTC−5 | 20:00 UTC−5       |                   |                 |          | Cali Publik: 35 256 Domare: Marta Huerta de Aza (Spanien) | Cali Publik: 35 256 Domare: Marta Huerta de Aza (Spanien) |

|             | 12 september 2024 | Tyskland                                                                       | 5 – 1           | Argentina            | Estadio El Techo                                            |                                                             |
| 16:30 UTC−5 | 16:30 UTC−5       | Mathilde Janzen 6′ Sophie Nachtigall 24′, 37′ Loreen Bender 26′ Cora Zicai 69′ | (4 – 1) Rapport | 43′ Delfina Lombardi | Bogotá Publik: 1 354 Domare: Shahenda El-Maghrabi (Egypten) | Bogotá Publik: 1 354 Domare: Shahenda El-Maghrabi (Egypten) |
| 16:30 UTC−5 | 16:30 UTC−5       |                                                                                |                 |                      | Bogotá Publik: 1 354 Domare: Shahenda El-Maghrabi (Egypten) | Bogotá Publik: 1 354 Domare: Shahenda El-Maghrabi (Egypten) |
| 16:30 UTC−5 | 16:30 UTC−5       |                                                                                |                 |                      | Bogotá Publik: 1 354 Domare: Shahenda El-Maghrabi (Egypten) | Bogotá Publik: 1 354 Domare: Shahenda El-Maghrabi (Egypten) |

|             | 12 september 2024 | Nordkorea                                                             | 5 – 2           | Österrike                                   | Estadio Atanasio Girardot                            |                                                      |
| 16:30 UTC−5 | 16:30 UTC−5       | Sin Hyang 3′, 37′ Kim Kang-mi 53′ Chae Un-yong 74′ Pak Mi-ryong 90+2′ | (2 – 1) Rapport | 11′ Valentina Mädl 63′ (sjm.) Han Hong-ryon | Medellín Publik: 1 788 Domare: Dione Rissios (Chile) | Medellín Publik: 1 788 Domare: Dione Rissios (Chile) |
| 16:30 UTC−5 | 16:30 UTC−5       |                                                                       |                 |                                             | Medellín Publik: 1 788 Domare: Dione Rissios (Chile) | Medellín Publik: 1 788 Domare: Dione Rissios (Chile) |
| 16:30 UTC−5 | 16:30 UTC−5       |                                                                       |                 |                                             | Medellín Publik: 1 788 Domare: Dione Rissios (Chile) | Medellín Publik: 1 788 Domare: Dione Rissios (Chile) |

|             | 12 september 2024 | Japan                                | 2 – 1           | Nigeria                  | Estadio El Techo                                 |                                                  |
| 20:00 UTC−5 | 20:00 UTC−5       | Miyu Matsunaga 33′ Maya Hijikata 65′ | (1 – 0) Rapport | 90+1′ Olushola Shobowale | Bogotá Publik: 1 478 Domare: Natalie Simon (USA) | Bogotá Publik: 1 478 Domare: Natalie Simon (USA) |
| 20:00 UTC−5 | 20:00 UTC−5       |                                      |                 |                          | Bogotá Publik: 1 478 Domare: Natalie Simon (USA) | Bogotá Publik: 1 478 Domare: Natalie Simon (USA) |
| 20:00 UTC−5 | 20:00 UTC−5       |                                      |                 |                          | Bogotá Publik: 1 478 Domare: Natalie Simon (USA) | Bogotá Publik: 1 478 Domare: Natalie Simon (USA) |

|             | 12 september 2024 | Frankrike            | 0000 1 – 2 (e.fl.) | Nederländerna                         | Estadio Atanasio Girardot                                 |                                                           |
| 20:00 UTC−5 | 20:00 UTC−5       | Juliette Mossard 33′ | (1 – 0) Rapport    | 59′ Jet van Beijeren 103′ Fleur Stoit | Medellín Publik: 3 157 Domare: Ivana Martinčić (Kroatien) | Medellín Publik: 3 157 Domare: Ivana Martinčić (Kroatien) |
| 20:00 UTC−5 | 20:00 UTC−5       |                      |                    |                                       | Medellín Publik: 3 157 Domare: Ivana Martinčić (Kroatien) | Medellín Publik: 3 157 Domare: Ivana Martinčić (Kroatien) |
| 20:00 UTC−5 | 20:00 UTC−5       |                      |                    |                                       | Medellín Publik: 3 157 Domare: Ivana Martinčić (Kroatien) | Medellín Publik: 3 157 Domare: Ivana Martinčić (Kroatien) |

### Kvartsfinaler
|             | 15 september 2024 | Brasilien | 0 – 1           | Nordkorea        | Estadio Atanasio Girardot                                    |                                                              |
| 14:30 UTC−5 | 14:30 UTC−5       |           | (0 – 0) Rapport | 49′ Chae Un-yong | Medellín Publik: 5 844 Domare: Marta Huerta de Aza (Spanien) | Medellín Publik: 5 844 Domare: Marta Huerta de Aza (Spanien) |
| 14:30 UTC−5 | 14:30 UTC−5       |           |                 |                  | Medellín Publik: 5 844 Domare: Marta Huerta de Aza (Spanien) | Medellín Publik: 5 844 Domare: Marta Huerta de Aza (Spanien) |
| 14:30 UTC−5 | 14:30 UTC−5       |           |                 |                  | Medellín Publik: 5 844 Domare: Marta Huerta de Aza (Spanien) | Medellín Publik: 5 844 Domare: Marta Huerta de Aza (Spanien) |

|             | 15 september 2024 | Nederländerna                                | 0000 2 – 2 (e.fl.)         | Colombia                                         | Estadio Pascual Guerrero                       |                                                |
| 16:30 UTC−5 | 16:30 UTC−5       | Fleur Stoit 37′ Inske Weiman 85′             | (1 – 1) Rapport            | 14′, 63′ Karla Torres                            | Cali Publik: 37 382 Domare: Dong Fangyu (Kina) | Cali Publik: 37 382 Domare: Dong Fangyu (Kina) |
| 16:30 UTC−5 | 16:30 UTC−5       |                                              |                            |                                                  | Cali Publik: 37 382 Domare: Dong Fangyu (Kina) | Cali Publik: 37 382 Domare: Dong Fangyu (Kina) |
| 16:30 UTC−5 | 16:30 UTC−5       | Djoeke de Ridder Fieke Kroese Nayomi Buikema | Straffsparksläggning 3 – 0 | Gabriela Rodríguez Katerine Osorio Juana Ortegón | Cali Publik: 37 382 Domare: Dong Fangyu (Kina) | Cali Publik: 37 382 Domare: Dong Fangyu (Kina) |

|             | 15 september 2024 | Japan              | 0000 1 – 0 (e.fl.) | Spanien | Estadio Atanasio Girardot                                |                                                          |
| 18:00 UTC−5 | 18:00 UTC−5       | Hiromi Yoneda 102′ | (0 – 0) Rapport    |         | Medellín Publik: 4 583 Domare: Anahí Fernández (Uruguay) | Medellín Publik: 4 583 Domare: Anahí Fernández (Uruguay) |
| 18:00 UTC−5 | 18:00 UTC−5       |                    |                    |         | Medellín Publik: 4 583 Domare: Anahí Fernández (Uruguay) | Medellín Publik: 4 583 Domare: Anahí Fernández (Uruguay) |
| 18:00 UTC−5 | 18:00 UTC−5       |                    |                    |         | Medellín Publik: 4 583 Domare: Anahí Fernández (Uruguay) | Medellín Publik: 4 583 Domare: Anahí Fernández (Uruguay) |

|             | 15 september 2024 | USA                                          | 0000 2 – 2 (e.fl.)         | Tyskland                                                | Estadio Pascual Guerrero                             |                                                      |
| 20:15 UTC−5 | 20:15 UTC−5       | Jordynn Dudley 90+8′ Jella Veit 90+9′ (sjm.) | (0 – 0) Rapport            | 61′ (str.) Cora Zicai 90+2′ Loreen Bender               | Cali Publik: 3 500 Domare: Oh Hyeon-jeong (Sydkorea) | Cali Publik: 3 500 Domare: Oh Hyeon-jeong (Sydkorea) |
| 20:15 UTC−5 | 20:15 UTC−5       |                                              |                            |                                                         | Cali Publik: 3 500 Domare: Oh Hyeon-jeong (Sydkorea) | Cali Publik: 3 500 Domare: Oh Hyeon-jeong (Sydkorea) |
| 20:15 UTC−5 | 20:15 UTC−5       | Ally Sentnor Leah Klenke Riley Jackson       | Straffsparksläggning 3 – 1 | Jella Veit Paulina Platner Vanessa Diehm Alara Şehitler | Cali Publik: 3 500 Domare: Oh Hyeon-jeong (Sydkorea) | Cali Publik: 3 500 Domare: Oh Hyeon-jeong (Sydkorea) |

### Semifinaler
|             | 18 september 2024 | USA | 0 – 1           | Nordkorea       | Estadio Pascual Guerrero                              |                                                       |
| 16:30 UTC−5 | 16:30 UTC−5       |     | (0 – 1) Rapport | 22′ Choe Il-son | Cali Publik: 5 439 Domare: Ivana Martinčić (Kroatien) | Cali Publik: 5 439 Domare: Ivana Martinčić (Kroatien) |
| 16:30 UTC−5 | 16:30 UTC−5       |     |                 |                 | Cali Publik: 5 439 Domare: Ivana Martinčić (Kroatien) | Cali Publik: 5 439 Domare: Ivana Martinčić (Kroatien) |
| 16:30 UTC−5 | 16:30 UTC−5       |     |                 |                 | Cali Publik: 5 439 Domare: Ivana Martinčić (Kroatien) | Cali Publik: 5 439 Domare: Ivana Martinčić (Kroatien) |

|             | 18 september 2024 | Japan                     | 2 – 0           | Nederländerna | Estadio Pascual Guerrero                            |                                                     |
| 20:00 UTC−5 | 20:00 UTC−5       | Manaka Matsukubo 55′, 83′ | (0 – 0) Rapport |               | Cali Publik: 8 733 Domare: Karen Hernández (Mexiko) | Cali Publik: 8 733 Domare: Karen Hernández (Mexiko) |
| 20:00 UTC−5 | 20:00 UTC−5       |                           |                 |               | Cali Publik: 8 733 Domare: Karen Hernández (Mexiko) | Cali Publik: 8 733 Domare: Karen Hernández (Mexiko) |
| 20:00 UTC−5 | 20:00 UTC−5       |                           |                 |               | Cali Publik: 8 733 Domare: Karen Hernández (Mexiko) | Cali Publik: 8 733 Domare: Karen Hernández (Mexiko) |

### Bronsmatch
|             | 21 september 2024 | USA                                         | 0000 2 – 1 (e.fl.) | Nederländerna      | Estadio El Campín                                            |                                                              |
| 16:00 UTC−5 | 16:00 UTC−5       | Ally Sentnor 10′ Nayomi Buikema 119′ (sjm.) | (1 – 1) Rapport    | 26′ Robine Lacroix | Bogotá Publik: 11 008 Domare: Shahenda El-Maghrabi (Egypten) | Bogotá Publik: 11 008 Domare: Shahenda El-Maghrabi (Egypten) |
| 16:00 UTC−5 | 16:00 UTC−5       |                                             |                    |                    | Bogotá Publik: 11 008 Domare: Shahenda El-Maghrabi (Egypten) | Bogotá Publik: 11 008 Domare: Shahenda El-Maghrabi (Egypten) |
| 16:00 UTC−5 | 16:00 UTC−5       |                                             |                    |                    | Bogotá Publik: 11 008 Domare: Shahenda El-Maghrabi (Egypten) | Bogotá Publik: 11 008 Domare: Shahenda El-Maghrabi (Egypten) |

### Final
|             | 22 september 2024 | Nordkorea       | 1 – 0           | Japan | Estadio El Campín                                                  |                                                                    |
| 16:00 UTC−5 | 16:00 UTC−5       | Choe Il-son 15′ | (1 – 0) Rapport |       | Bogotá Publik: 32 908 Domare: Maria Sole Ferrieri Caputi (Italien) | Bogotá Publik: 32 908 Domare: Maria Sole Ferrieri Caputi (Italien) |
| 16:00 UTC−5 | 16:00 UTC−5       |                 |                 |       | Bogotá Publik: 32 908 Domare: Maria Sole Ferrieri Caputi (Italien) | Bogotá Publik: 32 908 Domare: Maria Sole Ferrieri Caputi (Italien) |
| 16:00 UTC−5 | 16:00 UTC−5       |                 |                 |       | Bogotá Publik: 32 908 Domare: Maria Sole Ferrieri Caputi (Italien) | Bogotá Publik: 32 908 Domare: Maria Sole Ferrieri Caputi (Italien) |